# WSV Bischofswiesen
Der WSV Bischofswiesen ist ein Wintersportverein aus dem bayrischen Bischofswiesen. Als allgemeiner Wintersportsportverein gegründet, gehörten neben den aktuellen Abteilungen Alpinski, Ski Nordisch und der nach der Jahrtausendwende besonders erfolgreichen Abteilung für Snowboard unter anderem Eisstockschießen, Gleitschuhfahren, Biathlon, Skibob und Rodeln zu den betreuten Sportarten.
Der heutige WSV Bischofswiesen wurde 1951 neu gegründet, die Eintragung ins Vereinsregister erfolgte 1964. Davor gab es im Ort seit 1923 den Schiklub Bischofswiesen, der sich mit dem Beginn des Zweiten Weltkrieges aufgelöst hatte. Bei der Gründungsversammlung am 3. März 1951 wurde Otto Dinzler zum ersten Vereinsvorsitzenden gewählt. In den ersten Jahren wurden vor allem Kinder ans Skifahren herangeführt und in Zusammenarbeit mit der Lehrerschaft der örtlichen Schule und Unterstützung durch die Gemeinde alljährlich Skijugendtage abgehalten. Der 1960 erbaute Reißenskilift schuf die Voraussetzungen für modernes Training und ermöglichte so den Jugendlichen die regelmäßige Teilnahme an Wettbewerben. Der WSV konnte ab da auch als Veranstalter von Rennen auftreten, im Laufe der 1970er und 1980er Jahre wurden Europacuprennen, Skibob-Weltcuprennen und alpine FIS-Rennen ausgetragen, im Januar 1987 schließlich der erste Weltcup-Riesenslalom der Damen, den die Schweizerin Maria Walliser gewann. Erste Wettbewerbe für Parasportler fanden 1994 statt.
Der Verein wird im Wesentlichen durch Ehrenamtliche geführt, als wichtiges Vereinsziel wird angegeben, „vorrangig Kinder zum Sport zu bringen und die Freude an der Bewegung zu fördern und zu stärken“. Der WSV Bischofswiesen war nominiert für den Deutschen Engagementpreis 2020. Die Vereinsangebote ergänzen das Angebot der Grund- und Mittelschule Bischofswiesen.

## Erfolge und herausragende Athleten
Hervorzuheben sind die im Weltcup sowie bei Weltmeisterschaften und Olympischen Winterspielen erfolgreichen Snowboarder und Alpinskifahrer des Vereins.
- Alexander Bergmann, Medaillengewinner bei Juniorenweltmeisterschaften im Snowboard (Parallel-Riesenslalom)
- Ramona Theresia Hofmeister, Olympiabronzemedaillengewinnerin im Snowboard (Parallel-Riesenslalom)
- Kathrin Hölzl, Weltmeisterin im alpinen Riesenslalom
- Anke Karstens, Olympiasilbermedaillengewinnerin im Snowboard (Parallelslalom)
- Carolin Langenhorst, Medaillengewinnerin bei Juniorenweltmeisterschaften im Snowboard (Parallel-Riesenslalom)
- Silvia Mittermüller, Zweite bei den X-Games im Snowboard (Slopestyle)